# اینگلز پارک، ایلینوی
اینگلز پارک (به انگلیسی: Ingalls Park) یک حوزه سرشماری در ایالات متحده آمریکا است که در ایلینوی واقع شده‌است. اینگلز پارک ۳٬۳۱۴ نفر جمعیت دارد.